# كيو كوساناغي
كيو ؛ كيو كوساناغي (باليابانية: 草薙 京) هو شخصية خيالية في سلسلة ألعاب القتال «ذا كينغ أوف فايترز»(ملك المقاتلين) من إنتاج شركة إس إن كي. تم تقديم الشخصية لأول مرة في لعبة فيديو ملك المقاتلين '1994 لعام 1994 كقائد للفريق الياباني من بطولة ملك المقاتلين. كيو وهو وريث عشيرة كوساناجي، تم تقديمه لأول مرة كطالب مغرور وأنيق في المرحلة الثانوية من عُمره، وله قِوى حرارية مُشتعلة ومُلتهبة. عشيرته هي واحدة من العشائر الثلاث التي حبست الثعبان الأسطوري ياماتا نو أوروتشي. خلال قصة السلسلة، يجتمع كيو مع خصومه وأعدائه الذين يسعون إلى الاستفادة من قدراته الملتهبة.
تم ابتكار كيو بواسطة «شينيتشي موريوكا» كبطل يقاتل الشخصيات الرئيسية من امتيازات إس إن كي الأخرى، مثل فاتال فري وآرت أوف فايتنغ. تلقى ظهوره الأول في ملك المقاتلين استجابة إيجابية كبيرة من المعجبين، مما جعل كيو يعود في ملك المقاتلين '99 حيث لم يكن متاحًا في الإصدارات القديمة. تم إعادة تصميم تقنياته في اللعبة واللعب طوال السلسلة؛ منذ ظهوره الأصلي، والذي كان يرتدي زي المدرسة الثانوية، أصبح شائعًا لدى المعجبين، ابتكر المصممون نسخًا من زيه الأصلي في الألعاب اللاحقة. حدث الشيء نفسه مع تحركاته، والتي أعيد توازنها عبر السلسلة.
أشاد صحفيو ألعاب الفيديو بتصميم كيو وأسلوبه القتالي باعتباره من بين أفضل ما في السلسلة وفي ألعاب القتال بشكل عام. كما تم الاحتفال بدوره في القصة وتنافسه الطويل مع إيوري ياجامي. حصلت إعادة تصميم الشخصية في ذا كينغ أوف فايتر 14 على ردود متباينة بسبب الاختلافات عن التجسيدات السابقة. غالبًا ما تم انتقاد دور كيو في وسائل الإعلام المطبوعة والتكيفات الأخرى للسلسلة، وعلى الأخص في فيلم الحركة الحية. تم إنشاء مجموعة متنوعة من مقتنيات كيو، بما في ذلك سلاسل المفاتيح والتماثيل.

## التصوّر والإنشاء

### الأصل والتأثيرات
تم إنشاء كيو كوساناجي بواسطة الفنان شينيتشي موريوكا. عند تصميم الشخصيات لأول لعبة من «ذا كينغ أوف فايترز»، أراد المطورون بطلاً جديدًا و«أنيقًا» يحارب الشخصيات من سلسلتي SNK الأخريين، فاتال فري وآرت أوف فايتنغ. خلال تطويرالشخصية، تم تسمية كيو باسم كيريشيما سيو (霧 島 翔) وكان يرتدي ملابس فنون الدفاع عن النفس الشائعة في ألعاب القتال في ذلك الوقت. استوحي تصميمه من الشخصية الرئيسية في رسومات المانجا لكاتسوهيرو أوتومو وفيلمي أكيرا وشوتارو كانيدا. في وقت متأخر من الإنتاج، تم تغيير اسمه إلى كيو كوساناجي، كوسيلة لربط الشخصية بأسطورة ياماتا نو أوروتشي، والتي كانت أساس قصة اللعبة. تم استخدام اسم سيو لاحقًا لمهاجم آخر لـ كيو في ذا كينغ أوف فايتر 2000. اسم آخر تم التخطيط له قبل سيو كان «ريو فانغ» (霧 島 翔) ولكن لم يتم تطوير أي تصميم منه. وفي النهاية، اختارت إس إن كي اسم كيو لأنهم شعروا أنه مناسباً أكثر.
أثناء توليه مسؤولية تصميم الشخصية، سعى يويشيرو هيراكي إلى مقارنة كيو بشخصية ستريت فايتر ريو، حيث كان يُعتقد أن الأخير كان شخصية مشهورة في الأسواق الدولية وأن توصيف كيو وتصميمه يمكن أن يستفيد من جذب أكبر عدد ممكن من الديموغرافية. على الرغم من تصوير كيو في الأصل على أنه شاب كسول، إلا أنه أظهر منحنى الشخصية بارزة في جميع الألعاب: فهو يطور أسلوبًا قتاليًا جديدًا بمفرده يتناقض مع مفهومه الأصلي للولادة بالموهبة.
عند صنع ذا كينغ أوف فايتر 94 ، اعتقد المطورون أن كيو سيجذب الجماهير من خلال التناقض الصارخ مع شخصيات من فاتال فري، التي كانت شخصياتها أكبر سناً ولديها أجسام عضلية أكثر من كيو. تم إنشاء يوري صديقة كيو أيضًا بواسطة موريوكا. بحلول المباراة التالية، قدمت SNK إيوري ياجامي كمنافس لـ كيو؛ على عكس كيو، قررت SNK الحفاظ على خصوصية حياة إيوري قدر الإمكان من أجل التمييز بين الشخصيتين. لوحظ أن التنافس بين هذين الرجلين كان بارزًا عبر الامتياز حيث ادعى أوغورا أنه على الرغم من وجود اختلافات بين الشخصيتين، إلا أنهما لا يزالان يحترمان بعضهما البعض، مما يجعل فريقهما مع تشيزورو كاجورا لهزيمة عدو مشترك يبدو طبيعيًا. وفقًا لكاتب السيناريو، بينما كانت علاقة كيو وبينيمارو في البداية علاقة منافسين له، فقد أصبح في النهاية حالة أشقاء حيث يتصرف بينيمارو مثل كبار السن. يجد اوريشينو أيضًا أن الرومانسية بين كيو ويوري انتهى بها الأمر بشكل جيد لدرجة أنهما يشعران أنهما زوجان في ملك المقاتلين الخامس عشر.
قرر مطورو اللعبة أن قدرات كيو الرئيسية ستكون قائمة على النار، جنبًا إلى جنب مع مجموعات الحركة الخاصة بالشخصيات الأخرى في فريق اليابان الأصلي، الذين استلهموا جميعًا من المانجا والأنيمي غيتر روبو، الذي أنشأه جو ناغاي وكين إيشيكاوا. أعضاء فريق اليابان الثلاثة، بينيمارو نيكايدو-غورو دايمون-كيو، لديهم شخصيات مشابهة لشخصيات الرئيسية من غيتر روبو. استند كيو إلى الشخصية الرئيسية، ريوما ناجاري، التي كانت تتمتع بشخصية نارية. كانت العناصر والشخصيات أيضًا تكريمًا لعبارة يابانية حول ولادة النار: «البرق يضرب الأرض ويشعل اللهب». وفقًا لموريوكا، تأثر أيضًا بسلسلة جو البطل من اكي كاجيوارا وسلسلة الرجل الشيطان. قال الفنان نونا إنه وجد صعوبة في تصميم كيو كشخصية بطولية بسبب سماته المظلمة، مشيرًا إلى أن الشخصية مستوحاة أيضًا من أكيرا فودو، بطل فيلم الرجل الشيطان. تم إنشاء فن البكسل الخاص بـ كيو بواسطة هيراكي، الذي على الرغم من ترك SNK للعمل في مشروع آخر بعد بضع سنوات، طلب منه كانام فوجيوكا من كابكوم العمل مرة أخرى على تصميم كيو للعبة التقاطع Capcom vs. SNK: Millennium Fight 2000. الفنان فالكون ينص على أن كيو لديه موقف قوي، مما يجعله واحدًا من أصعب الشخصيات التي يمكن توضيحها، بينما يشير أيضًا إلى أن تنافسه مع إيوري ياجامي قوي بما يكفي لجعل الثنائي محبوبين.

### التصاميم والممثلين
خلال المراحل الأولى من تطوير لعبة ذا كينغ أوف فايتر 1999، خططت إس إن كي لاستبعاد كيو وإيوري من اللعبة لأن قصتها كانت تركز على بطل الرواية الجديد كَـا ('K)، لكنهم عكسوا هذا القرار لأنهم «لم يتمكنوا من ترك هذه الشخصيات الشعبية في طي النسيان». الظهور المتكرر لكيو في كل لعبة في المسلسل، بناءً على إصرار المديرين التنفيذيين في إس إن كي لأغراض تسويقية، جعل تخطيط القصة لكل عنوان أمرًا صعبًا، حيث أعرب الفنان هيرواكي هاشيموتو عن رغبته في أن يرتقي عمله إلى مستوى شينكيرو، وهو ما قاله. ترك انطباعًا كبيرًا عنه. قال العديد من مصممي المسلسل إن كيو من أصعب الشخصيات في الرسم بسبب شعبيته. على الرغم من إعادة تصميم كيو من أجل KOF '99 ، أراد بعض المصممين العودة إلى زي المدرسة الشهير. قرب نهاية الإنتاج، لم يتمكن الموظفون من تحديد الزي الذي يجب أن ترتديه استنساخ كيو، لذلك قرر رئيس المشروع صنع نسختين. لتوفير الوقت، رسم رئيس المشروع تصميمات كيو -1 وكيو -2 في قائمة الشخصيات. نفس الموقف حدث أثناء إنتاج ذا كينغ أوف فايتر 2002 ؛ ابتكر المصممون نسخة أخرى من كيو تسمى «كوساناجي» لتضمين تصميم الزي المدرسي الخاص به.
أشار مطورو سلسلة ذا كينغ أوف فايتر 2001، إيوليث، إلى أن كيو وإيوري كانا مشهورين أيضًا في بلدهم، مما أدى إلى إدراجهم الفوري في لعبتهم. أعاد فالكون تصميم ملابس كيو للعبة العرضية «كينغ أوف فايتر: أقصى تأثير 2»؛ أعيد تصميم سترته مع الحفاظ على جاذبية الزي الأصلي. لباسه «عادي اللون F» يشبه ملابس والده في فنون الدفاع عن النفس. الزي المسمى «اللون G» يذكرنا بتصميم أزياء يوري، بطل الرواية الشهير في NeoGeo Battle Coliseum.
بينما يرتدي كيو غالبًا أزياء مختلفة لكل نمط قصة في كل لعبة، فقد أُعطي مظهرًا ذكوريًا أكثر في ملك المقاتلين الثالث عشر. عبّر الفنان أوجورا عن ضغوطه عند تصميم هذا التجسد للشخصية، قائلاً إنه يجب أن يرتقي إلى مستوى السمعة الدائمة. مع اعتقاد المصممين أنه أصبح مقاتلًا أكثر تقليدية، فقد منحوه مظهرًا أبسط وأكثر حداثة لملك المقاتلين الرابع عشر. قال مصمم الشخصيات، نوبويوكي كوروكي، إن الموظفين أرادوا أن يأسروا المعجبين الجدد بتصميم كيو الأكبر بغض النظر عن رد الفعل السلبي. أشار المنتج ياسويوكي أودا إلى أنه أثناء البحث عن شخصيات جديدة لـ ذا كينغ أوف فايتر 14، تجنبت تحركات كيو الصور النمطية مثل مصارعين السومو اليابانيين لإنتاج المزيد من التنوع داخل فريق الممثلين، والذي تضمن شخصيات من جنسيات متعددة. وأضاف أودا أنهم «كيو إيفي» هم الأعضاء الجدد لإنتاج الأصالة في اللعبة. تم تغيير مظهره في ملك المقاتلين الخامس عشر (KOF XV) ليبدو مثل مظهره السابق أثناء تغيير أجزاء أخرى من تصميمه مثل سترته وقفازاته.
صور يويتشي ناكامورا كيو في إعلان ترويجي للعبة الهاتف المحمول «ذا كينغ أوف فايتر أول ستارز»، جنبًا إلى جنب مع هيروشي فوجيوكا. في فيلم الحركة الحي، قام شون فارس بدور كيو. ممثل صوت كيو الياباني ماساهيرو نوناكا ارتبط بشخصيته على أنه شاب متهور حتى «البلوغ» في ظهوره الأخير. ثم أعرب عن بعض الصعوبة في قبول كيو على نفس المستوى. حل «تومواكي ماينو» محل نوناكا في لعبة الرابع عشر وقال إنه كان يبذل كل جهوده وتوقع أن يستمتع المعجبون بعمله كصوت جديد لكيو. وأشار ماينو إلى أن تأثير كيو كان يمثل تحديًا لأنه كان الشخصية الرئيسية في سلسلة مشهورة من ألعاب القتال. غالبًا ما لعب العرض التوضيحي لـ ذا كينغ أوف فايتر 14 مثل كيو من أجل تقدير الشخصية تمامًا. بالنسبة لفتيات ذا كينغ أوف فايتر، كان ماينو حريصًا على أدائه لأنه يفهم نظرًا لمدى حب شخصيته. كان حريصًا في أغانيه وأعجب بعبارة «مويتارو؟» (حصلت على حرق؟).

### أسلوب القتال
في معاركه، يستخدم كيو أسلوب فنون القتال العشائري كوساناجي - الكيمبو (草 薙 流 拳法)، حيث يهاجم المعارضين باستخدام اللهب والعديد من الحركات. في بطولات السلسلة اللاحقة، يجمع بين النار والأسلوب الشخصي للكيمبو، تم تغيير أسلوب القتال الخاص به كجزء من السلسلة في لعبة ذا كينغ أوف فايترز 96 ولإرضاء المشجعين، قام المنتجون أيضًا بتضمين إصدار أقدم من كيو في KOF '94 إلى KOF '97 ووضع نسخة كيو في KOF '95 وإلى KOF '98، مما جعل كلا الإصدارات كيو شائعًا خلال اختبارات الموقع. في KOF '96 حصل على حركة جديدة معروفة باسم 212 (弐 百 拾 弐 弐 式 ・ 月 陽)، والذي قال المنتج ياسويوكي أودا: هي واحد من الحركات المفضلة لدي. ولاحظ أودا أيضًا أن كيو كان أحد شخصياته المفضلة في السلسلة حيث وجد أن تحركاته سهلة التعلم. تم تعديل طريقة لعب كيو مرة أخرى في ذا كينغ أوف فايترز 99 فصاعدًا، مع ترك معظم حركاته الأصلية لاستنساخه.
على الرغم من احتفاظ كيو بزيه الثالث في لعبة ذا كينغ أوف فايترز الثاني العشر، إلا أن تحركاته قد تم تعديلها لتتحول من أول مباراتين من هذه السلسلة لجعل معركة الشخصيات في أماكن قريبة بدلاً من استخدام المقذوفات، وتحسين توازن القائمة، وإقامة المعارك أكثر متعتاً. أسلوب كيو المميز أوروتشي ناجي:(裏 百八 式 式 ・ 大蛇 薙 ، "موجة الثعبان") ، وهي موجة هائلة من النار يخلقها بيد واحدة. لقد عمل الموظفون بعناية في هذه الخطوة لتوفير تأثيرات مختلفة لإنشاء لمسة جذابة. استنادًا إلى الأساطير اليابانية، تم تصور أوروتشي ناجي على أنها الحركة التي سيستخدمها كيو لهزيمة الشيطان المعروف باسم ياماتا نو أوروتشي. وأعطيت تباين في الهواء لملك المقاتلين الثالث عشر؛ كما وضع المصممون في اعتبارهم مفهوم البرودة والصعوبة الصغيرة في تنفيذ الحركة. وكانت تقنية أورا 121 شيكي أما نو موراكومو (裏 百 弐 弐 拾 壱 ・ ・ 叢 雲))"، التي يغطي فيها الأعداء بجدران نارية، هي الخطوة الأولى التي يتم إجراؤها من أجل تقديم فئة خاصة من الحركات عالية التأثير في اللعبة. نتيجة لذلك، تم تصميم تقنيات Neo Max للشخصيات الأخرى وفقًا لكيو للحفاظ على توازن الحركات البراقة لكافة اللاعبين.
تمت إضافة "NESTS Kyo" إلى اللعبة كمحتوى قابل للتنزيل يضم قتاله المباشر الذي يتناقض مع تحركاته الأصلية في نسخة الثالث عشر. عملت إس إن كي على موازنة هذا الإصدار من الشخصية مع النسخة الأصلية، مما يضمن عدم تفوق أي من الإصدارين على الآخر. مثلا: حركته اليأس المعتادة تتضمن أوروتشي ناجي الأصلية، لكنه يحتفظ بـ «182 شيكي» ("Saihsuu Kessen Ougi:  Mushiki" (最終決戦奥義・無式)) المُضاءة، وهي حركة يقوم فيها بضرب العدو بشكل متتابع مع إضافة ضرر اللهب المتزايد إلى كل ضربة. إن تقنية نيو ماكس الخاصة به هي تقنية جديدة تسمى «سايشو كيسين هيوجي توتسوكا» (最終 決 戦 秘 奥義 ، مضاءة «سر المعركة النهائية Mystery، Token») الذي يغطي الشاشة بأكملها في النيران. بالنسبة إلى ذا كينغ أوف فايترز الرابع عشر، أراد أودا الحفاظ على طريقة لعبه سليمة لتجنب رد فعل المعجبين. أقوى حركة لـ كيو «أورا 1127 شيكي يايجاكي» (裏 千百 武 捨 七 式 八 重 垣) وهي إشارة إلى أسلوب والده بالإضافة إلى أساطير كوساناجي في أصوله.

## القصة
نشأ كيو وترعرع في احضان قبيلة أسطورية مقاتلة تمتلك نيران اسطورية وتدعى «كوساناغي» وكلمة كوساناغي تعني «موج السحاب العظيم»، وقد عرف عن قبيلة الكوساناغي انها تعيش إلى جانب قبيلة تدعى «ياساكاني» وقد كانو متعاونين ومتحابين خاصة قائدا القبيلتين «ساين كوساناغي وياساكاني» وذات مرة، قام ملك الشر المعروف ياماتا نو أوروتشي وهو تنين ذو تمانية رؤوس بالهجوم على المدينة، التي كانت تقدم كل عام أجمل فتاة كقربان لارضاء الوحش والحيولولة دون تدمير المدينة، ولكن هذه المرة اختار اوروتشي خطيبة ساين كوساناغي والتي تدعى كوشينادا كقربان، ولكن كوساناغي قابله بالرفض للخضوع له وعدم الاستجابة لطلبه فقرر الخروج لمقاتلته على امل القضاء عليه، بعدها انضم اليه ياساكاني وكاغورا وكل من هؤلاء الثلاثة كان يحمل سلاحا من الاسلحة الامبراطورية الثلاثة وهم سيف كوساناغي ومرآة كاغورا نو ياتا وقرط ماغاتما نو ياساكاني «وهي اسلحة سوسانو في مسلسل ناروتو» وقد قامو فعلا بالإجهاز على اوروتشي وحبسه بواسطة قوى المرآة «ياتا» في أحد المعابد هناك واقيمت الافراح والاحتفالات بين القبيلتين احتفاء بالانتصار الاسطوري واستغلت الفرصة هناك لأعلان تاسيس مدينة سميت بمدينة الوقت وتعيين قائد لها فاجمع الاغلبية على تنصيب كوساناغي قائدا لمدينة الوقت، فقبل بذلك وعاهد نفسه على بذل قصارى جهده لتنمية المدينة والحفاظ على السلم والسلام بها بينما اصيب ياساكاني بخيبة امل متسائلا عن السبب الذي ادى بالناس لاختيار كوساناغي مع انهما كانا متعادلان في القوى فبدات الكراهية تنسل إلى جوفه وحقد يتوجه مباشرة صوب كوساناغي مما ادى به في أحد الليالي السوداء، إلى الذهاب إلى المعبد الذي حبس فيه اوروتشي من اجل تحريره والاستفادة من قواه، فاقدم على قتل الكاغورا وتحرير الاوروتشي مجددا مما دفع هذا الاخير إلى توقيع عقد دم مع ياساكاني وبحيث ان الوحش سينتقل بالوراثة من نسل القبيلة التي لم تعد بعد هذا تسمى «ياساكاني» بل أصبحت تسمى «ياغامي» نعم قبيلة إيوري ياغامي صديق وعدو كيو الازلي. ومن هنا بدا الصراع الدموي بين القبيلتين الاسطوريتين.
كيو كوساناجي هو شخص مفرط الثقة ولكن حسن النية مهتم أكثر بالاستمتاع بالحياة من تحمل المسؤوليات. وهو يرفض الموضوعات التي لا تهمه، وغالباً ما ينفذ أفعاله بتهور، انه يقدر أصدقائه وعائلته، وخاصة صديقته يوكي. تم تصميم يوكي من قبل مصمم كيو والذي أراد تأسيس كيو كشخصية متشددة لكنه أصبح يشعر بالغيرة من معجبيه الفتيات وقام بأضافة إلى ملفه الشخصي صديقته يوكي، كيو هو واحد من آخر أعضاء عشيرة كوساناجي الذين يمكنهم خلق النار؛ قبل 660 عامًا من أحداث اللعبة، يأخذ كيو مسؤولياته إلى عشيرته شخصيًا، متجاهلاً الأساطير والأحداث القديمة كأسباب لأفعاله. ينص فالكون على أن كيو لديه موقف قوي، مما يجعله أحد أصعب الشخصيات في التوضيح، مع الإشارة أيضًا إلى أن خصومه مع إيوري قوية بما يكفي لجعل الثنائي الفرق محببًا وذو شعبية.

## الظهور

### في سلسلة ملك المقاتلين (ذا كينغ أوف فايترز)
كانت عشيرتا كوساناجي وياساكاني حليفتين، لكن غيرة الأخير على شهرة الأول دفعت الياساكاني إلى عقد اتفاق مع شيطان الثعبان أوروتشي. منذ ذلك الحين، كانت العشائر تعاني من ضغينة على مدى جيل من الضحايا من كلا الجانبين. إن التنافس بين كيو وإيوري ياجامي هو منافسة كراهية متبادلة وليس تاريخًا. في أول لعبة فيديو ملك المقاتلين، يلعب كيو دور البطولة في بطولة القتال الشهيرة كقائد لفريق اليابان مع بينيمارو نيكايدو وغورو دايمون. أصبحوا أبطالًا وهزموا روجال بيرنشتاين الذي قتل والد كيو (ساسيو). يذهب كيو في مهمة تدريبية في أعقاب ذلك. في السلسلة التالية، يواجه فريق اليابان مرة أخرى روجال الذي أعاد إحياء سايسيو وغسل دماغه انتقاما منه. بعد قتالهم، تم إنقاذ سايسيو من سيطرة روجال وهزيمة كيو لخصمهم مرة أخرى مع زعيم الفريق المرتبك من الطاقة التي حصل عليها.
قبل أحداث ذا كينغ أوف فايتر 1996 ، قام رجل يدعى جوينتز- أحد أتباع أوروتشي- بهزيمة كيو بسهولة، مما جعله يسعى للانتقام. تريد مضيفة البطولة، تشيزورو كاجورا من كيو وإيوري ياجامي في فريقها المساعدة في هزيمة أوروتشي وإيقاف جوينيتز، الذي تم الكشف عن أنه منح روجال قوى جديدة في البطولة السابقة. في ذا كينغ أوف فايترز 1997 ، يواجه كيو ما تبقى من أتباع أوروتشي، فريق وجوه جديدة ، الذي يهدف إلى إحياء أوروتشي بالتضحية بصديقة كيو (يوري). بعد فشلهم ، امتلك أوروتشي واحدًا منهم ، كريس ، لكن كيو ويوري تمكنوا من هزيمته، وتركوه مختومًا من قبل تشيزورو. في KOF '98 ، يظهر كيو كشخصية قابلة للعب في فريق اليابان مع بينيمارو ودايمون. نسخة بديلة من شخصيته، مع مجموعات الحركات المستخدمة في الألعاب السابقة، هي أيضا قابلة للعب.
كيو هي شخصية سرية في معظم إصدارات ذا كينغ أوف فايترز 1999 ، وليس لديها فريق. يتم اختطاف كيو من قبل نقابة NESTS ، الذين يستخدمون حمضه النووي لاستنساخه. يدخل كيو قاعدة خاطفيه ويحاول الحصول على إجابات منهم ، لكنه يضطر إلى التراجع عندما تبدأ القاعدة في الانهيار. إذا حصل اللاعب على نقاط كافية ، فيمكن مواجهة كيو في معركة إضافية. يواصل معركته ضد NESTS بمفرده في ذا كينغ أوف فايترز 2000، ولكن في السلسلة التالية، يجتمع كيو مع زملائه القدامى، وطالبه شينغو يابوكي، للعودة إلى فريق اليابان. في ذا كينغ أوف فايترز 2002،  كيو هي شخصية قابلة للعب في فريق اليابان الأصلي.
في ذا كينغ أوف فايترز 2003، تظهر تشيزورو لكيو ويوري، ويطلب منهما تشكيل فريق للتحقيق في الأنشطة المشبوهة المتعلقة بختم أوروتشي. أثناء التحقيق، تعرّض الفريق لكمين من قبل المقاتل آش كريمسون، الذي يخطط للحصول على سلطات عشائرهم وسرقتهم من تشيزورو. في ذا كينغ أوف فايترز 11 ، شكل كيو وإيوري فريقًا مرة أخرى مع شينغو، وملء مكان تشيزورو لإيقاف آش. ومع ذلك ، فإن الوجود المتزايد لأوروشي يتسبب في هياج إيوري وإيذاء زملائه في الفريق. ثم يظهر آش ويهزم إيوري ويسرق قدراته. أضاف منفذ بلاي ستيشن 2 إصدارًا بديلاً من كيو يحتوي على حركات NESTS الملحمية. في ذا كينغ أوف فايترز 12 ، كيو شخصية قابلة للعب ولكن ليس لديه فريق. يجتمع كيو مجددًا مع الأعضاء الأصليين في فريق إساكا في ذا كينغ أوف فايترز 13. بعد اختفاء آش يستعيد إيوري سلطاته، يقاتل كيو منافسه مرة أخرى. بالإضافة إلى ذلك ، يتوفر إصدار بديل له ، بحركات مختلفة تسمى "NESTS Style Kyo"، كمحتوى قابل للتنزيل.
يعود كيو في ذا كينغ أوف فايتر 14 مع رفاقه القدامى، حيث يظهر زي المدرسة الكلاسيكي كمحتوى قابل للتنزيل من خلال مكافأة الطلب المسبق الصادرة في المتجر عبر الإنترنت. يدخل كيو البطولة بناءً على طلب والده لمقابلة طلاب تونغ فو رو. بعد أن أوقف كائن مجهول المنافسة ، يجتمع كيو مع إيوري وتشيزورولإعادة ختم أوروتشي الضعيف، الذي تم إحياؤه سابقًا. تم تعيينه للعودة في ملك المحاربين الخامس عشر.

## الأثر الثقافي

### ردود أفعال
تلقى كيو كوساناجي ثناءً كبيرًا منذ تقديمه. في مراجعة بأثر رجعي للظهور الأول للسلسلة، وصف موقع VideoGamer.com كيو بأنه أحد أكثر شخصيات ألعاب الفيديو شهرة من اليابان خلال بدايته عام 1994. وبالمثل ، على الرغم من أن لعبة ذا كينغ أوف فايترز الأولى روجت لإمكانية القتال بين شخصيات فاتال فري وآرت أوف فايتنغ، إلا أن نينتندو لايف وهوبي كونسولاس اعتبروا كيو الشخصية الأكثر شعبية في اللعبة، واصفين إياه بـ «أفضل نجم» بالامتياز. كما صنفته المواقع على أنه وإيوري من بين أفضل الشخصيات في المسلسل. كما أن النقاد أحبوا أيضًا التنافس بين كيو وإيوري. أشارت صحيفة ديلي ستار إلى أنه على الرغم من أن كيو ويوري بدأا كأعداء ، إلا أنهما أصبحا حلفاء في الألعاب اللاحقة ، مما أدى إلى شعبيتهما. عند انضمام شيزورو كاجورا (神楽 ちづる)، تم تشكيل «فريق الكنز المُقدس» الجديد في ذا كينغ أوف فايترز '96 و '97 ليكون بمثابة استنتاج مناسب لقصة أوروتشي خلال هاتين المباراتين.

### الشعبية

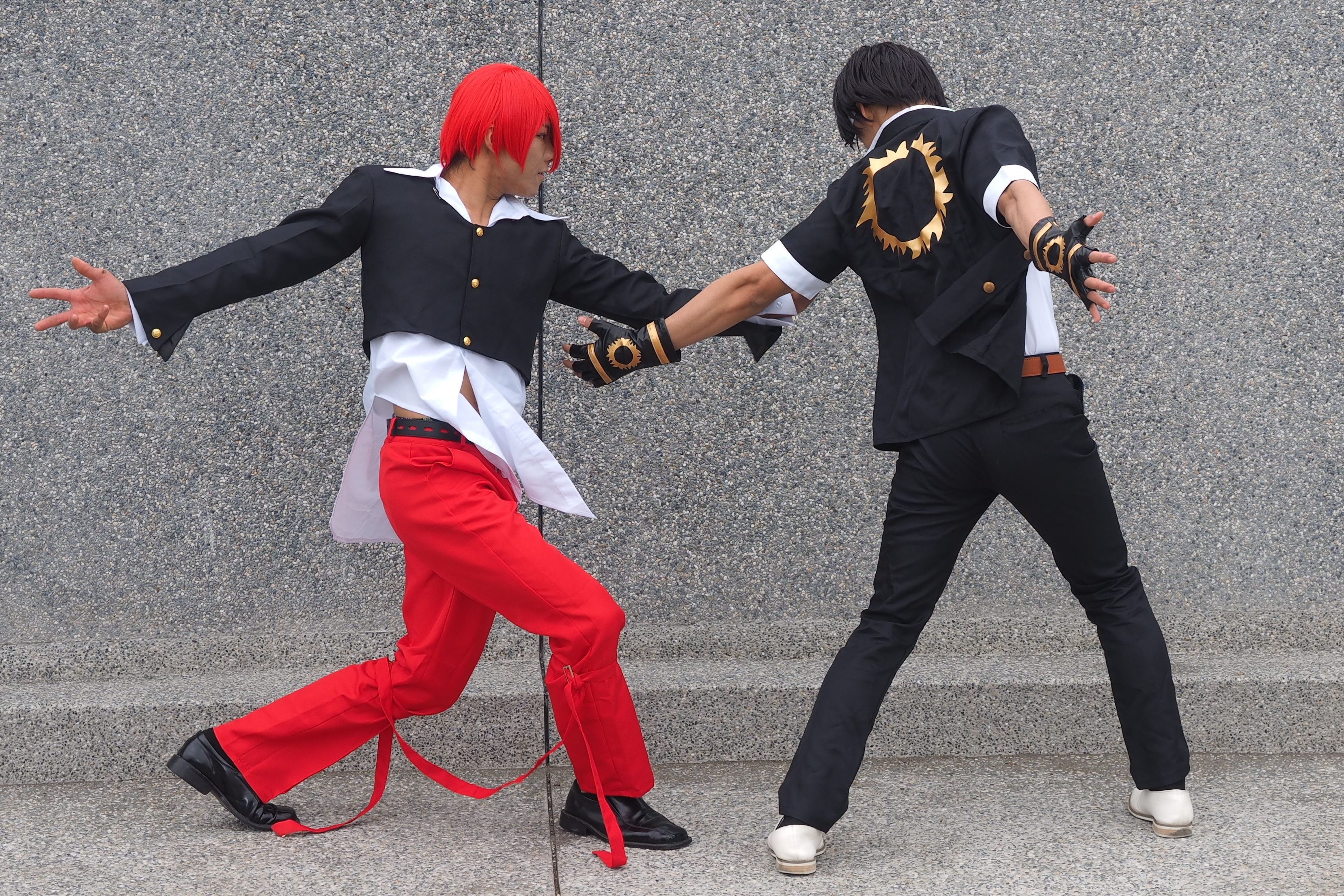
أزياء التنكر للغريمين «كيو وإيوري ياجامي»

تم استقبال كيو بشكل جيد من قبل اللاعبين. ظهر في العديد من استطلاعات الرأي. في مجموعة أبطال مجلة غاميست (Gamest) لعام 1997، تم التصويت كيو على أنها الشخصية المُفضلة الثانية للموظفين خلف إيوري. في استطلاع عام 2005 من قبل SNK-Playmore USA ، تم التصويت له على أنه الشخصية السادسة المُفضلة لدى المعجبين بأغلبية 176 صوتًا، مما أدى إلى احتوائه بشكل أقل على غلاف «أقصى التأثير» في إصدار أمريكا الشمالية. بالإضافة إلى ذلك ، في إصدار 30 يناير 1995 من مجلة غاميست في اليابان، احتل كيو المرتبة الرابعة في أفضل 50 شخصية لعام 1994. في استطلاع شعبية الشخصية على الموقع الإلكتروني لمجلة نيو جيو فريك ، تم التصويت له كثالث شخصية مفضلة بأغلبية 2574 صوتًا. في استطلاع آخر من عام 1997، احتل كيو المركز الأول بأغلبية 2160 صوتًا. في متحف لألعاب الفيديو برعاية بلدية روما، أدرج رسم توضيحي خاص كيو على أنه التميمة في منتصف التسعينيات من عصر نيو جيو.
بالنسبة للنهايات الخاصة في ملك المقاتلين '97، أنشأت مجلات ألعاب الفيديو غاميست وفاميتسو ونيو جيو فريك فريقًا مكونًا من ثلاث شخصيات من اللعبة بحيث يتم عرضها في صورة بعد اجتياز وضع الممرات. كان فريق نيو جيو فريك هو كيو ومي شيرانوي وبيلي كين. تظهر النهاية الخاصة فقط في الإصدارات اليابانية من اللعبة. في استطلاع رأي آسكي ميديا وركس، حيث صوت المعجبون على لعبة فيديو أو شخصيات مانغا يرغبون في تسمية أطفالهم باسمها ، كان اسم كيو العاشر في فئة الذكور. في كتاب ثقافات الألعاب ومكانها في آسيا والمحيط الهادئ تم اختيار كيو كواحد من أشهر شخصيات ألعاب الفيديو في هونغ كونغ من منتصف التسعينيات فصاعدًا ، جنبًا إلى جنب مع إيوري وماي. في عام 2018، تم التصويت على كيو خامس أشهر شخصية نيو جيو. في عام 2008، أنشأت شركة Insert Credit ، وهي ناشر متعلق بقرصنة الألعاب، لعبة قتال 8 بت بعنوان «توب فايتر»، والتي كان كيو أحد الشخصيات فيها. كما تم إطلاق التجارة على أساس مظهر كيو.
صدرت شخصية يوتاكا الحركية مبنيّة على كيو من ملك المقاتلين '97. مع إصدار ألعاب الفيديو الجديدة في هذه السلسلة ، طورت إس إن كي شخصيات حركة وسلاسل مفاتيح جديدة. لاختيار أغلفة منافذ إكس بوكس 360 وبلاي ستيشن 3 من كينغ أوف فايترز الثاني عشر، بدأت Ignition Entertainment استطلاعًا في 4 مايو 2009، حيث يمكن لمستخدمي منتداه التصويت لأحد الأغلفة ، أحدهما يتميز كيو والآخر إيوري. عندما انتهى الاستبيانان ، بدأت Ignition اختبارين جديدين للاختيار بين الفائزين السابقين والأغلفة اليابانية من اللعبة لكلا الجهازين. قال فنان فالكون إنه يعتقد أن كيو ناشد اللاعبين في التسعينيات بسبب مظهره وأسلوبه في الموضة. من أجل إصدار ملك المقاتلين الرابع عشر ، ابتكر SNK موضوعًا يظهر كيو وإيوري، و «إصدار اليوم الأول» الخاص مع الانتهاء من SteelBook وصورة كيو على الغلاف. تم إصدار تمثالين يستندان إلى شكل كيو الأصلي ومظهره ذا كينغ أوف فايترز الرابع عشر، تم استخدام صورة كيو في أواخر عام 2018 كجزء من التعاون بين SNK وشركات أخرى.

## أُنظر أيضاً
- إيوري ياجامي
- آش كريمسون